# Chane Behanan
Chane Xavier Behanan (Cincinnati, 24 settembre 1992) è un ex cestista statunitense, professionista in NBDL e in Europa.

## Statistiche

### College
| Anno       | Squadra              | PG | PT | MP   | TC%  | 3P%  | TL%  | RP  | AP  | PRP | SP  | PP  |
| ---------- | -------------------- | -- | -- | ---- | ---- | ---- | ---- | --- | --- | --- | --- | --- |
| 2011-2012  | Louisville Cardinals | 40 | 37 | 26,0 | 51,0 | 16,7 | 59,4 | 7,5 | 0,8 | 0,8 | 0,5 | 9,5 |
| 2012-2013† | Louisville Cardinals | 39 | 36 | 26,1 | 50,7 | 8,3  | 54,7 | 6,5 | 1,1 | 1,4 | 0,4 | 9,8 |
| 2013-2014  | Louisville Cardinals | 12 | 0  | 18,6 | 63,6 | -    | 44,7 | 6,3 | 1,0 | 0,9 | 0,3 | 7,6 |
| Carriera   | Carriera             | 91 | 73 | 25,1 | 52,0 | 14,6 | 55,2 | 6,9 | 0,9 | 1,1 | 0,4 | 9,4 |

## Palmarès
- Campione NCAA (2013)